# Аџенда (Канзас)
Аџенда (енгл. Agenda) град је у америчкој савезној држави Канзас.

## Демографија
По попису из 2010. године број становника је 68, што је 13 (-16,0%) становника мање него 2000. године.
| Група             | 2000.       | 2010.      |
| Белци             | 81 (100,0%) | 66 (97,1%) |
| Афроамериканци    | 0 (0,0%)    | 0 (0,0%)   |
| Азијати           | 0 (0,0%)    | 0 (0,0%)   |
| Хиспаноамериканци | 0 (0,0%)    | 0 (0,0%)   |
| Укупно            | 81          | 68         |